# 辛恭靖
辛恭靖（？—？），陇西郡狄道县（今甘肃省定西市临洮县）人，东晋官员。

## 生平
辛恭靖年少时有才干，才智与度量过人。东晋隆安元年（397年），后秦姚苌派遣儿子姚崇进攻湖城和上洛，又派遣将军杨佛嵩围困洛阳。东晋建威将军、雍州刺史郗恢派遣建武将军辛恭靖救援洛阳，梁州刺史王正胤率领部队出兵子午谷作为援军，姚崇害怕因而退兵。之后辛恭靖出任河南郡太守。隆安三年（399年）七月，姚兴派遣齐公姚崇、镇东将军杨佛嵩围困洛阳，辛恭靖据守城池牢固设防，向北魏请求支援，北魏派遣太尉穆崇率领六千骑兵支援。辛恭靖坚守一百多天，北魏救兵仍未到，西秦在十月攻陷洛阳，辛恭靖被俘虏到长安。辛恭靖到了长安，见了姚兴也不下拜，姚兴对辛恭靖说:“朕将要任命您统管东南事务，可以吗？”辛恭靖正言厉色说:“我宁为国家鬼，不为羌贼臣。”姚兴大怒，将辛恭靖幽禁在别室。过了三年到了元兴年间，桓玄派遣使者出使后秦，请求接回辛恭靖和何澹之，姚兴留下辛恭靖，将何澹之送回，辛恭靖欺骗看守，于是翻墙逃走，回到江东，晋安帝司马德宗对辛恭靖十分赞许。桓玄请辛恭靖出任谘议参军，将辛恭靖位列朝会之首，辛恭靖不久因病去世。

## 延伸阅读
[在维基数据编辑]
 《晉書·卷089》，出自房玄齡《晉書》